# Frode Grytten

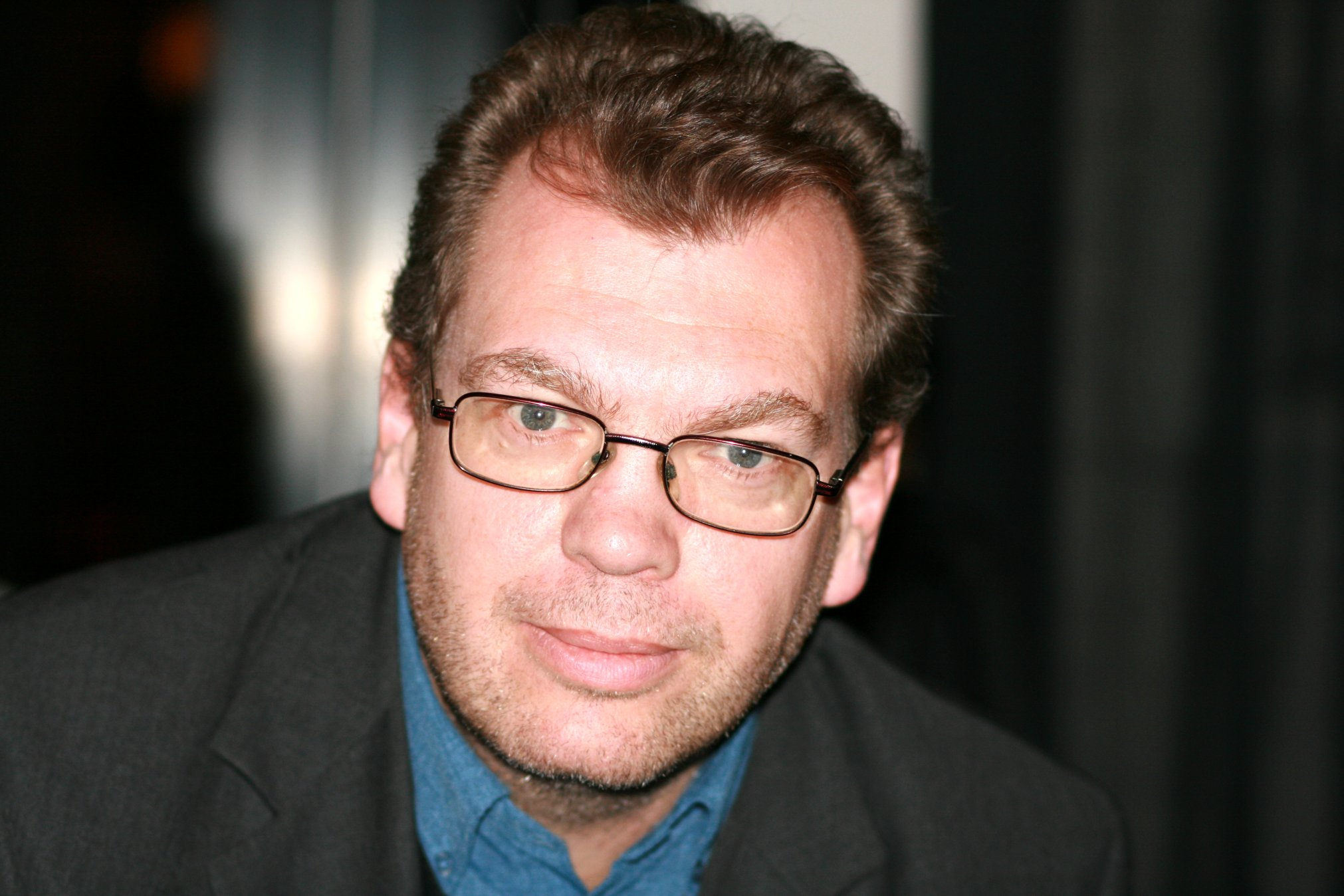
Frode Grytten (2007)

Frode Grytten (* 11. Dezember 1960 in Bergen) ist ein norwegischer Schriftsteller. Er schreibt auf Nynorsk.

## Leben und Werk
Frody Grytten wurde in Bergen geboren. Er wuchs in der Industriestadt Odda auf. Grytten debütierte als Lyriker mit der Gedichtsammlung Start. Sein erster Roman Bikubesong (deutscher Titel: Was im Leben zählt) wurde 1999 ein großer Erfolg. In 24 Porträts erzählt der Roman auf sensible, tiefgehende, aber auch komische Weise vom Leben der Menschen in der Kleinstadt Odda, in der Grytten aufwuchs.
Für sein bisheriges Werk wurde er mit zahlreichen Preisen ausgezeichnet, wie zum Beispiel dem bedeutenden Bragepreis, dem Norwegischen Sprachpreis und 2005 dem Riverton-Preis für seinen Kriminalroman Flytande bjørn.
Grytten lebt heute in Bergen, wo er jahrelang als Journalist für die Bergens Tidende schrieb, sich aber zurzeit voll und ganz seinen schriftstellerischen Ambitionen widmet.

## Bibliographie (Auswahl)
- Gut, jente, juni, juli (Kurzgeschichten)
- Leggetid (Kinderbuch, illustriert von Mari Kanstad Johnsen) 2020, dt. Bettzeit – Papa und das Buch über mich (2022)
- Garasjeland (Kurzgeschichten) 2020
- Menn som ingen treng (Kurzgeschichten) 2016
- Vente på fuglen (Kurzgeschichten) 2014
- Brenn huset ned (Roman) 2013
- Saganatt (Roman) 2011, dt.: Ein ehrliches Angebot (2012)
- Gabba gabba hey! (Kinderbuch) 2008
- Rom ved havet, rom i byen (Erzählungen) 2007, dt.: Eine Frau in der Sonne (2009)
- Sjuk av lykke (Kurzgeschichten) 2006
- Flytande bjørn (Roman) 2005, dt.: Die Raubmöwen besorgen den Rest (2006)
- Hull & sønn (Kinderbuch, gemeinsam mit Marvin Halleraker), 2004
- Urmakar Pisani og paradisfuglane (Kinderbuch, illustriert von Birgitta Sondresen) 2003
- Dublin (Reiseschilderung, mit Fotografien von Oddleiv Apneseth) 2002
- Popsongar (Kurzgeschichten) 2001
- Bikubesong (Roman) 1999, dt.: Was im Leben zählt (2001)
- Frosken Vertigo og det store spranget (Kinderbuch, illustriert von Birgitta Sondresen) 1999
- Meir enn regn (Kurzgeschichten) 1995
- 80° aust for Birdland (Kurzgeschichten) 1993
- Langdistansesvømmar (Kurzgeschichten) 1990
- Dans som en sommerfugl, stikk som en bie (Kurzgeschichten) 1986
- Start (Lyrik) 1983